# 延塞高速公路
延安至安塞高速公路，简称：延塞高速，是中国国家高速公路网包茂高速公路（G65）在陕西省境内的重要组成路段，也是陕西省“2367”高速公路网三条纵向线之一“榆康线”的组成部分、陕西省“米”字型公路主骨架的重要路段。起于延安市宝塔区河庄坪镇石圪塔村，顺接西延高速公路，经沿河湾镇，止于安塞区城北曹村，与靖安高速公路相接，全长31.502公里，路基宽度26米，实行全封闭、全立交，双向四车道，设计车速为100公里/小时。工程总投资11.56亿元人民币。
全线主要工程量：路基土石方280万立方米，大桥19座5045延米，中小桥21座1270延米，涵洞87道，通道22道，双联拱隧道1座615延米，沥青混凝土路面31.502公里。其中，墩山隧道是陕西省第一座双联拱隧道，也是延塞高速公路控制工期的重点工程。
延塞高速公路于2000年11月14日开工建设，为延安市第一条高等级公路，工期3年，2003年9月25日建成通车。